# Salomão de Vasconcellos
Salomão de Vasconcellos (Mariana, 2 de janeiro de 1877 - Belo Horizonte, 26 de junho de 1965) foi um historiador, jurista e médico mineiro. Publicou diversos volumes relacionadas à história de Minas Gerais e, como médico, fez parte da Missão Médica do Exército Brasileiro durante a Primeira Guerra Mundial, pela qual recebeu condecorações dos governos francês e brasileiro.

## Vida e formação
Salomão Vasconcelos nasceu em uma fazenda, na zona rural de Mariana. Era parte da tradicional família Vasconcellos. Sendo sobrinho do historiador Diogo de Vasconcelos e descendente do romancista Bernardo Pereira de Vasconcelos, sobre quem veio a publicar um livro. Aos 15 anos, foi estudar em Ouro Preto, morando com seu tio Diogo, de quem relata-se que tomou gosto pela historiografia.
Em 1902 mudou-se para a nova capital do estado, Belo Horizonte, iniciando ali seus estudos em Direito. Mudou-se posteriormente para São Paulo, onde terminou a sua formação em 1905. Casou-se no ano seguinte com Branca Tereza de Carvalho, violinista. Passou um período no Rio de Janeiro, onde estudou e se formou em medicina no ano de 1915.
Integrou a Missão Médica do Exército Brasileiro na França, servindo em Paris, Alençon e Le Mans, começando como 1º tenente e vindo a ser promovido a Major médico e recebendo condecorações dos governos francês e brasileiro.
Salomão também trabalhou como taquígrafo na Câmara Federal, vindo a se aposentar em 1938. Foi então que começou a se envolver com pesquisa histórica, sendo convidado pelo então prefeito de Mariana, Josafá Macedo, a organizar o velho arquivo municipal, "então em lastimável estado". Ainda na cidade de Mariana, ele ajudou, em 1963, na fundação da Academia Marianense de Letras, Ciências e Artes, tendo se tornado imortal pela instituição.
É pai de Sylvio de Vasconcellos, historiador e arquiteto modernista.

## Principais publicações
- Verdades Históricas - Belo Horizonte: Edições Apollo, 1936.
- Mariana e seus Templos - Belo Horizonte: Graphica Quiroz Breyner Ltda., 1938.
- Ataíde: Pintor do século XVIII - Belo Horizonte: Editora Paulo Bluhm, 1941.
- Breviário Histórico e turístico da cidade de Mariana - Biblioteca de Cultura, Vol. XVII, 1947.[1]